# Павлюченко Сергій Олексійович
Сергі́й Олексі́йович Павлюче́нко (* 5 жовтня (18 жовтня) 1902, місто Курськ — 5 липня 2000, місто Москва) — український музикознавець, композитор, педагог. Заслужений діяч мистецтв УРСР (1954).

## Біографія
1932 року закінчив Ленінградську консерваторію. Від 1932 року — її викладач. 1946 року став членом ВКП(б).
У 1948—1953 роках — директор Львівської консерваторії. У 1953—1974 роках працював у Київській консерваторії, від 1963 року — її професор.

## Праці
- «Элементарная теория музыки» (укр. «Елементарна теорія музики»; Ленінград, 1938).
- «Руководство к практическому изучению основ инвенционной полифонии» (укр. «Керівництво до практичного вивчення основ інвенційної поліфонії»; Москва, 1953).
- «Практическое руководство по контрапункту строгого письма» (укр. «Практичне керівництво до контрапункту строгого письма»; Ленінград, 1963).
- «Музиканту-любителю. Короткий словник-довідник» (Київ, 1965).
- Методична розробка «Питання мелодики» (Київ: Музична Україна, 1974. — 42 сторінки).

## Твори
- Прелюдії та фуги для фортепіано (1959).
- Поліфонічні етюди для хору (1972).
- Етюди для співу (1974).